# Joseph Gratry
Auguste Joseph Alphonse Gratry, född 10 mars 1805, död 6 februari 1872, var en fransk romersk-katolsk teolog.
Gratry blev professor i moralteologi vid Sorbonne 1863, och förnyade kongregationen Oratoriet för den obefläckade avlelsen. Han företrädde i religionsfilosofiska och exegetiska arbeten en liberal katolicism, som försökte förena modern vetenskap och kyrkans lära. På Vatikankonsiliet 1870 uppträdde han mot ofelbarhetsdogmen men underkastade sig sedan konsiliets beslut. År 1867 efterträdde han Prosper de Barante som ledamot av Franska akademien.